# Zalari
Zalari (oroszul: Залари) városi jellegű település Kelet-Szibériában, Oroszország Irkutszki területén, a Zalari járás székhelye.	
Lakossága: 9600 fő (a 2010. évi népszámláláskor).

## Fekvése
Az Irkutszki terület déli részén, Irkutszk területi székhelytől autóúton kb. 200 km-re északnyugatra, az azonos nevű folyó partján helyezkedik el. Vasútállomás a transzszibériai vasútvonal Tajset–Irkutszk közötti szakaszán. 
A település mellett vezet az északnyugat–délkelet irányú M-53 jelű „Bajkál” főút. Országút köti össze északkelet felé az Angara partjával és a folyón át (híd nincs) a Léna parti kikötővel, Zsigalovóval is.

## Története
A falu valószínűleg a 18. század elején keletkezett. Írott forrás először 1734-ben tesz róla említést, amikor fatemploma leégett. Az újabb fatemplom 1745-ben készült el, majd a helyén kőből épített templomot 1834-ben szentelték fel. A szovjet korszakban, 1936-ban bezárták és lebontották. 
A település a Szibériát átszelő központi útvonal mentén feküdt. A 19–20. század fordulóján ugyanezen a nyomvonalon épült a szibériai vasútvonal és annak részeként Zalari vasútállomása 1897-ben. A falu lakói az utazók, később pedig a vasút kiszolgálása mellett földműveléssel, állattartással foglalkoztak. A szovjet korszakban kisebb gyára, néhány faipari és élelmiszeripari vállalata is alakult.
A településtől kb. 25 km-re északnyugatra, Tirety mellett található Szibéria legnagyobb kősóbányája. A járás gazdasági, pénzügyi helyzetét alapvetően meghatározó bánya 2010 óta magánkézben van.